# Георги Караюрданов (офицер)
 Тази статия е за българския офицер и военен географ.  За българския оператор вижте Георги Карайорданов (оператор).  
Георги Юрданов Караюрданов е български учен, географ от първата половина на XX век, български офицер (полковник), офицер от Балканската (1912 – 1913) и Междусъюзническата война (1913), началник на топографско отделение и началник на картографско отделение през Първата световна война (1915 – 1918).

## Биография
Георги Караюрданов е роден на 4 март 1874 година във Велес, тогава в Османската империя. На 2 август 1893 г. завършва Военното на Негово Княжеско Височество училище, произведен е в чин подпоручик и зачислен в кавалерията. През 1897 г. е произведен в чин поручик, а през 1903 г. в чин ротмистър. През 1904 г. като ротмистър от 1-ви кавалерийски дивизион е командирован за обучение в Императорския кралски военногеографски институт във Виена, когото завършва през 1909 година.
В 1907 година прави втората релефна карта на България след тази на подполковник Климент Бояджиев от 1902 година. През 19109 г. като ротмистър от 5-и конен полк е награден с Възпоменателен кръст „За независимостта на България 1908 година“.
Началник е на Държавния георграфски институт (Картографическия институт).
През 1911 г. е произведен в чин майор. Взема участие в Балканската (1912 – 1913) и Междусъюзническата война. През 1915 г. е произведен в чин подполковник.
През Първата световна война (1915 – 1918) подполковник Караюрданов служи като началник на топографическото отделение, на 30 май 1917 г. е произведен в чин полковник и служи като началник на картографическото отделение. „За бойни отличия и заслуги във войната“ през 1917 г. е награден с Орден „За заслуга“ на военна лента, която награда на 8 юни същата година е променена на Орден „Св. Александър“ IV степен с мечове отгоре. През 1921 г. е награден с Народен орден „За военна заслуга“ III степен без военно отличие. През 1919 г. е уволнен от служба.
Полковник Георги Караюрданов умира на 27 април 1931 година.

## Военни звания
- Подпоручик (2 август 1893)
- Поручик (1897)
- Ротмистър (1903)
- Майор (1911)
- Подполковник (1915)
- Полковник (30 май 1917)

## Образование
- Военно на Негово Княжеско Височество училище в София (до 1893)
- Императорски кралски военногеографски институт във Виена (1904 – 1909)

## Награди
- Възпоменателен кръст „За независимостта на България 1908 година“ (1909)
- Орден „Св. Александър“ IV степен с мечове отгоре (1917)
- Народен орден „За военна заслуга“ III степен без военно отличие (1921)